# Melay (Haute-Marne)
Melay is een gemeente in het Franse departement Haute-Marne (regio Grand Est) en telt 299 inwoners (2004). De plaats maakt deel uit van het arrondissement Langres.

## Geografie
De oppervlakte van Melay bedraagt 14,2 km², de bevolkingsdichtheid is 21,1 inwoners per km².
De onderstaande kaart toont de ligging van Melay (Haute-Marne) met de belangrijkste infrastructuur en aangrenzende gemeenten.

## Demografie
Onderstaande figuur toont het verloop van het inwonertal (bron: INSEE-tellingen).